# دان ارتشر
دان ارتشر (بالإنجليزية: Dan Archer)‏ هو لاعب كرة قدم أمريكية أمريكي، ولد في 29 سبتمبر 1944 في غراند رابيدز في الولايات المتحدة.

## وصلات خارجية
- دان ارتشر على موقع مرجع كرة القدم المحترفة.كوم (الإنجليزية)